# Extrographie
Als Extrographie bezeichnet man ein Trennverfahren, das eine Kombination aus Extraktion und Chromatographie darstellt. 

## Anwendung
Das Verfahren der Extrographie wurde für die Fraktionierung und Charakterisierung von Erdöldestillationsrückständen (Bitumen) entwickelt. Es dient der Auftrennung von komplexen Gemischen, deren Inhaltsstoffe einen breiten Polaritätsbereich umfassen. Das komplexe Gemisch wird mit einem groben Stufengradient in eine überschaubare Anzahl an Fraktionen mit jeweils engerem Polaritätsbereich getrennt. Dies hat eine Anreicherung von Substanzen bestimmter Polarität in der jeweiligen Fraktion zur Folge. Dieses Verfahren wurde für die Auftrennung von pflanzlichen Extrakten modifiziert, wobei insbesondere die Probenzone auf wenige Zentimeter verkürzt wurde. Auf diese Weise können in relativ kurzer Zeit große Mengen an Extrakt fraktioniert werden.
Bei der Extrographie wird zunächst der Extrakt in einem geeigneten Lösungsmittel gelöst und auf die etwa fünffache Menge an grobem Kieselgel aufgezogen. Hierzu vereinigt man das Kieselgel mit der klaren Extraktlösung, behandelt diesen Ansatz mit Ultraschall und entfernt anschließend das Lösungsmittel am Rotationsverdampfer unter langsamem Drehen des Kolbens bis ein trockenes, rieselfähiges Material zurückbleibt.
Die äußerst polaren Silanolgruppen des Kieselgels adsorbieren an ihrer Oberfläche zunächst die Probenmoleküle höchster Polarität. Diese neue Oberfläche aus polaren Verbindungen adsorbiert wiederum etwas weniger polare Substanzen aus dem Extrakt. Es entstehen so mehrere Schichten aus Probenmolekülen abnehmender Polarität in den Kieselgelporen. An der neuen Porenoberfläche befinden sich also die apolarsten Substanzen. Daraus ergibt sich auch zwingend, dass der gelöste Extrakt in einer einzigen Portion vollständig auf das Kieselgel gegeben werden muss und nicht portionsweise, da dann bei jeder Portion nach Abzug des Lösungsmittels wieder alle Polaritäten der Substanzen neu aufgezogen würden. 
Das Kieselgel mit dem aufgezogenen Extrakt wird in die Trennsäule vor das chromatographische Bett aus feinem Kieselgel gepackt. Beginnt man dann den Lösungsmittelgradienten mit einem lipophil Eluenten, werden zunächst nur die lipophilen Substanzen an der Oberfläche gelöst und dem chromatographischen Trennbett zugeführt. Im Verlauf des Gradienten steigert man die Polarität des Eluenten, so dass nun auch immer stärker polare Substanzen der Chromatographie zur Verfügung gestellt werden. Die Vorsortierung der Probenmoleküle auf dem Kieselgel ermöglicht somit eine Fraktionierung großer Substanzmengen. Einer Überladung des Trennbettes wird vorgebeugt, da die Probenmoleküle nicht auf einmal, sondern nach und nach in Gruppen unterschiedlicher Polarität geordnet ins Trennbett gelangen.